# Jean-Baptiste Meunier (1821-1900)
Pour les articles homonymes, voir Jean-Baptiste Meunier et Meunier.
Jean-Baptiste Meunier, né le 28 juillet 1821 à Molenbeek-Saint-Jean et mort le 6 février 1900 à Ixelles, est un peintre dessinateur et graveur belge.

## Biographie
Jean-Baptiste Meunier naît le 28 juillet 1821 à Molenbeek-Saint-Jean.
Il est le frère de Constantin Meunier et le père d'Henri Meunier, dit Marc Henry. Il est élève de Luigi Calamatta, à l'École royale de gravure de Bruxelles,. Il est élève à l'académie des beaux-arts de Bruxelles. Jean-Baptiste Meunier expose quatre gravures gravures au burin au Salon de Bruxelles de 1845 : Saint Sébastien, d'après Le Sodoma, un cadre renfermant les portraits de Giorgione et du Primatice etun portrait d'Antoine van Dyck, grâce auxquelles il obtient une médaille de vermeil.
Jean-Baptiste Meunier envoie ses gravures à l'Exposition universelle de 1862 à Londres. Il expose également au Salon de Paris où il obtient des médailles en 1865 et 1868, et reçoit une médaille d'or à l'Exposition universelle de 1889. À l'issue du Salon de Bruxelles de 1869, Jean-Baptiste Meunier est élevé au rang de chevalier de l'ordre de Léopold.
Il est membre de l'Académie royale des sciences, des lettres et des beaux-arts de Belgique de 1884 jusqu'à sa mort. En 1886, il devient le premier vice-président de la Société des Aquafortistes belges, nouvellement créée.
Jean-Baptiste Meunier meurt le 6 février 1900 à Ixelles.

## Œuvre

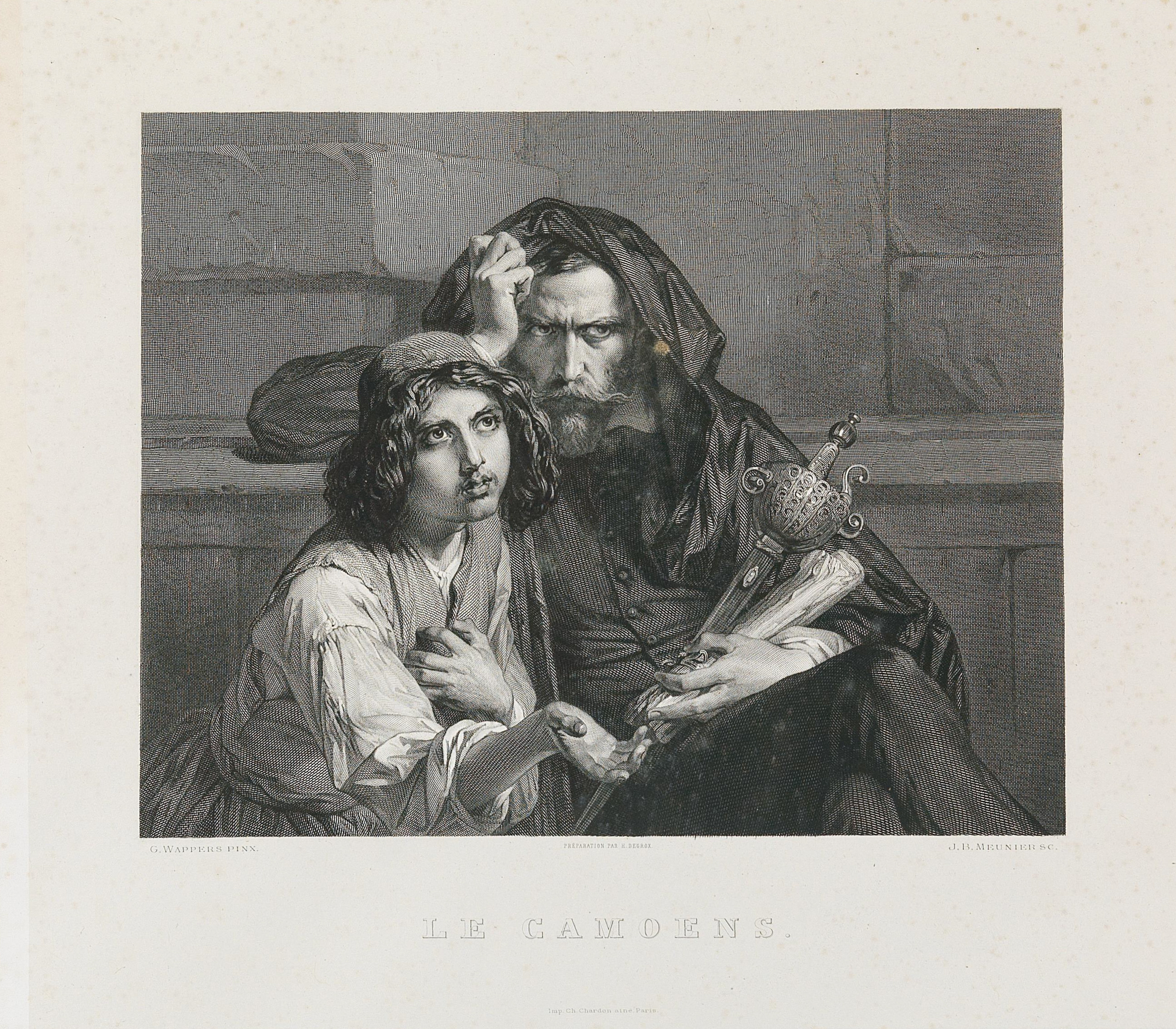
Portrait de Luís de Camões et ses dirigeants, gravure de Meunier d'après Gustave Wappers (vers 1855).

Il laisse plus de vingt-cinq planches et une vingtaine de dessins, parmi lesquels son confrère David Joseph Desvachez cite :
- Louis XVII, gravure d'après Gustave Wappers ;
- La Chasse au rat, gravure d'après Jean-Baptiste Madou ;
- La Lecture prohibée, gravure d'après Karel Ooms ;
- Portrait de Rubens, gravure d'après le tableau de la Galerie des Offices.
- Le Calvaire, dessin d'après Rubens ;
- L'Abdication de Charles-Quint, dessin d'après Louis Gallait.

## Honneur
- Chevalier de l'ordre de Léopold (9 novembre 1869)[9].